# مایکل بولر
مایکل بولر (انگلیسی: Michael Bowler؛ زادهٔ ۸ سپتامبر ۱۹۸۷) بازیکن فوتبال اهل بریتانیا است.
از باشگاه‌هایی که در آن بازی کرده‌است می‌توان به باشگاه فوتبال گلوسوپ نورث اند، باشگاه فوتبال استوک‌پورت کانتی، باشگاه فوتبال نیو میلز، باشگاه فوتبال کیدرمینستر هاریرس، و باشگاه فوتبال نورتویچ ویکتوریا اشاره کرد.